# Кастильський діалект
Кастильський діалект (ісп. Dialecto castellano septentrional) — різновид іспанської мови, до якого входить діалект у центрі та північній частині Іспанії (регіон від Кантабрії на півночі до Куенки на півдні).

## Фонетика
Характерними ознаками діалекту є:
- фонема [θ], якої немає в жодній мові романської групи (літери «c»/«z»). Фонема з'явилась у XVII столітті
- сильна фрикативна /x/ (літера «j»), майже гортанна. В Латинській Америці такого звуку майже немає, за винятком деяких областей
- помітна елізія звуків у дифтонгах та під час зіяння. Наприклад: indoeuropeo > indouropeo > induropeo; héroe > herue; ahora > ahura > ara тощо
- пропуск /d/ наприкінці слів. Наприклад: «salud» /salú/, «verdad» /verdá/. Таке явище спостерігається навіть якщо наступне слово починається з голосної літери. Є області, де спостерігається вимова [θ], наприклад у районі річки Дору та в Країні Басків.
- шипляча «s», близька до українського «ш»

Також спостерігаються такі явища:
- yeísmo з африкатою «y», що притаманно навіть перехідному кастильському-андалузькому діалекту
- вимова /k/ як [θ] перед вибуховою приголосною, наприклад: doctor /doztór/